# Piccolo amore/Perché ci vuole l'amore
Piccolo amore/Perché ci vuole l'amore è un singolo del gruppo musicale italiano Ricchi e Poveri del 1982. Entrambe le canzoni sono tratte dall'album Mamma Maria, pubblicato per l'etichetta Baby Records nel medesimo anno.
Il 45 giri esce anche in Germania, Francia, Belgio, Svizzera, Austria, Svezia, Grecia e Giappone nella versione originale in italiano.
In Spagna il singolo vede sul lato A Piccolo amore che, pur mantenendo il titolo italiano, viene eseguito in spagnolo; e sul retro il brano Perché ci vuole l'amore, traccia di chiusura del 33 giri Mamma Maria, tradotto in Porque si quiere el amor, anch'esso adattato in spagnolo.

## Piccolo amore
La prima è una loro canzone molto conosciuta, scritta da Cristiano Minellono e Dario Farina, autori storici della band, che viene scelta per la trasmissione Portobello di Enzo Tortora. La canzone, infatti, diviene la sigla di coda del popolare varietà Rai. Per i Ricchi e Poveri è la seconda volta in cui un loro pezzo viene scelto per chiudere tale programma. Difatti, l'anno prima (1981), la sigla finale era stata Come vorrei, altro grande successo della band nel periodo da trio.
Il brano è stato il primo singolo estratto dall'album Mamma Maria. In seguito, viene inserito nella compilation Fortissima (Baby Records, 1982), uscita in seguito alla loro partecipazione alla gara musicale Premiatissima, andata in onda su Canale 5.
Il testo racconta di un amore "piccolo" perché è appena sbocciato; lo si racconta attraverso le piccole cose quotidiane vissute assieme, e lo si accosta anche a sentimenti provati in altri contesti. Oltretutto, si percepisce l'euforia dei primi momenti di una relazione.
È stato rivisitato dal gruppo nell'album I più grandi successi del 1994 e in Perdutamente amore del 2012.

## Perché ci vuole l'amore
Il lato B è costituito dal brano Perché ci vuole l'amore (Porque si quiere el amor in Spagna), nel quale si afferma ironicamente che non si può credere di poter arrivare al cuore di una donna utilizzando il denaro e un atteggiamento da playboy ma semplicemente dimostrando in maniera sincera quello che si prova attraverso piccoli gesti romantici. Gli autori sono Cristiano Minellono e Dario Farina.

## Tracce
- 45 giri – Italia, Francia, Germania, Svizzera, Austria, Belgio, Svezia (1982)

1. Piccolo amore – 3'19" (Cristiano Minellono - Dario Farina) Edizioni musicali Televis/Abramo Allione
2. Perché ci vuole l'amore – 2'57" (Cristiano Minellono - Dario Farina) Edizioni musicali Televis

- 45 giri – Spagna (in lingua spagnola, 1982)

1. Piccolo amore – 3'19" (Cristiano Minellono - Dario Farina - Luis Gòmez Escolar) Edizioni musicali Televis/Abramo Allione
2. Porque si quiere el amor – 2'57" (Cristiano Minellono - Dario Farina - Luis Gòmez Escolar) Edizioni musicali Televis

- 45 giri – Grecia (1982)

1. Piccolo amore – 3'19" (Cristiano Minellono - Dario Farina) Edizioni musicali Televis/Abramo Allione
2. Sarà perché ti amo – 3'09" (Enzo Ghinazzi - Daniele Pace - Dario Farina) Edizioni musicali Televis/Abramo Allione

- 45 giri – Giappone (1982)

1. Piccolo amore – 3'19" (Cristiano Minellono - Dario Farina) Edizioni musicali Televis/Abramo Allione
2. Magnifica serata – 3'16" (Cristiano Minellono - Dario Farina) Edizioni musicali Televis/Bixio C.E.M.S.A.

## Crediti
- Ricchi e Poveri (Angela Brambati, Angelo Sotgiu, Franco Gatti): voci
- Gian Piero Reverberi: arrangiamenti e direzione musicale
- "Union Studios" di Monaco di Baviera; "Bach Studio" di Milano: studi di registrazione
- Universal Italia/Televis/Allione: edizioni musicali
- Baby Records: produzione
- Dario Farina: produzione esecutiva

## Classifica

### Posizione massima
| Classifica (1982-1983) | Posizione |
| ---------------------- | --------- |
| Italia                 | 8         |
| Svizzera               | 10        |
| Austria                | 16        |
| Germania               | 24        |

## Dettagli pubblicazione
| Paese  | Data | Etichetta    | Formato | Nº Catalogo |
| ------ | ---- | ------------ | ------- | ----------- |
| Italia | 1982 | Baby Records | 45 giri | BR 50278    |

Pubblicazione & Copyright: 1982 - Baby Records - Milano.

Distribuzione: CGD - Messaggerie Musicali S.p.A. - Milano.